# Gran Premio Nobili Rubinetterie 2012
Il Gran Premio Nobili Rubinetterie 2012, quindicesima edizione della corsa, si svolse il 14 luglio 2012 su un percorso di 195,7 km. La vittoria fu appannaggio dell'italiano Danilo Di Luca, che completò il percorso in 4h21'45", precedendo gli sloveni Robert Vrečer e Tomaž Nose.
Sul traguardo di Stresa 86 ciclisti, su 121 partiti da Suno, portarono a termine la competizione.

## Squadre partecipanti
| N.    | Cod. | Squadra                      |
| ----- | ---- | ---------------------------- |
| 1-8   | LIQ  | Liquigas-Cannondale          |
| 11-18 | LAM  | Lampre-ISD                   |
| 21-28 | AND  | Androni Giocattoli-Venezuela |
| 31-38 | ASA  | Acqua & Sapone               |
| 41-48 | COG  | Colnago-CSF Inox             |
| 51-58 | FAR  | Farnese Vini-Selle Italia    |
| 61-68 | UNA  | Utensilnord-Named            |
| 71-78 | IDE  | Team Idea                    |
| 81-88 | COL  | Colombia-Coldeportes         |

| N.      | Cod. | Squadra                  |
| ------- | ---- | ------------------------ |
| 91-98   | WSA  | WSA-Viperbike Kärnten    |
| 101-108 | LET  | Leopard-Trek Continental |
| 111-118 | ADR  | Adria Mobil              |
| 121-128 | PPO  | Team Nippo               |
| 131-138 | VBG  | Team Vorarlberg          |
| 141-148 | AS2  | Continental Team Astana  |
| 151-158 | TIK  | Itera-Katusha            |
| 161-168 | ARH  | Atlas Personal-Jakroo    |

## Ordine d'arrivo (Top 10)
| Pos. | Corridore          | Squadra      | Tempo    |
| ---- | ------------------ | ------------ | -------- |
| 1    | Danilo Di Luca     | Acqua & Sap. | 4h21'45" |
| 2    | Robert Vrečer      | Vorarlberg   | a 4"     |
| 3    | Tomaž Nose         | Adria Mobil  | s.t.     |
| 4    | Fabio Taborre      | Acqua & Sap. | s.t.     |
| 5    | Aleksej Lucenko    | Cont. Astana | a 45"    |
| 6    | Alessandro Bisolti | Team Idea    | s.t.     |
| 7    | Riccardo Chiarini  | Androni      | s.t.     |
| 8    | Damiano Caruso     | Liquigas     | s.t.     |
| 9    | Franco Pellizotti  | Androni      | s.t.     |
| 10   | Jeffrey Romero     | Colombia     | s.t.     |